# West Paris
West Paris è un comune degli Stati Uniti d'America, situato nello Stato del Maine, nella contea di Oxford.